# Seldovia
Seldovia est une localité d'Alaska aux États-Unis, appartenant au borough de la péninsule de Kenai. Sa population était de 255 habitants en 2010.
Elle est située sur la Péninsule Kenai sur la rive sud de la baie Kachemak, à 15 minutes d'Homer et à 45 minutes d'Anchorage  par avion.
Les températures moyennes vont de −11 °C à −6 °C en janvier et de 9 °C à 18 °C en juillet.
Les résidents autochtones sont un mélange du peuple indien Dena'ina, et d'Alutiiqs. Son nom provient du mot russe seldevoy qui signifie la baie des harengs. Entre 1869 et 1882, un comptoir y a été établi, la poste a ouvert en 1898, et le village s'est développé autour de la pêche commerciale et du conditionnement du poisson.

## Démographie
| 1880 | 1890 | 1900 | 1910 | 1920 | 1930 | 1940 | 1950 |
| ---- | ---- | ---- | ---- | ---- | ---- | ---- | ---- |
| 74   | 99   | 149  | 173  | 258  | 379  | 410  | 437  |

| 1960 | 1970 | 1980 | 1990 | 2000 | 2010 | - | - |
| ---- | ---- | ---- | ---- | ---- | ---- | - | - |
| 460  | 437  | 479  | 316  | 286  | 255  | - | - |

## Sources et références
- (en) CIS

- (en) Cet article est partiellement ou en totalité issu de l’article de Wikipédia en anglais intitulé « Seldovia, Alaska » (voir la liste des auteurs).

1. ↑  « Statistiques des États-Unis - Alaska - Profils des communautés de 2010 » (consulté en novembre 2020)